# Malveneule
Die Malveneule (Acontia lucida Hufnagel 1766), seltener auch Tagemotte und Lichteule genannt, ist ein kleiner Nachtfalter aus der artenreichen Familie der Eulenfalter (Noctuidae), der durch seine charakteristische schwarz-weiße Flügelzeichnung zu den unverwechselbarsten Vertretern der Unterfamilie Acontiinae zählt. Diese ursprünglich 1766 von Johann Siegfried Hufnagel wissenschaftlich beschriebene Art weist eine holarktische Verbreitung auf und besiedelt bevorzugt trockene, wärmebegünstigte Lebensräume von Europa bis nach Asien. Mit einer Flügelspannweite von etwa 26 bis 30 Millimetern gehört die Malveneule zu den kleineren Eulenfaltern und zeichnet sich durch ihr tagaktives Verhalten aus, während sie jedoch überwiegend nachtaktiv ist. Die polyphagen Raupen entwickeln sich hauptsächlich an Malvengewächsen und anderen krautigen Pflanzen, was der Art ihren deutschen Namen einbrachte. In Mitteleuropa gilt die Malveneule heute als stark gefährdete Art, die nach jahrzehntelanger Abwesenheit erst in jüngster Zeit wieder vereinzelt nachgewiesen werden konnte.

## Beschreibung

### Imagines

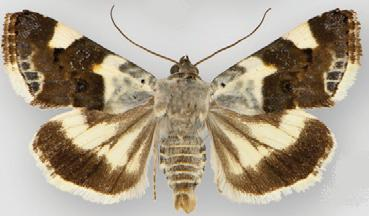
Imago der Malveneule

Der Körperbau der adulten Malveneule ist relativ kompakt und robust. Die Flügelspannweite beträgt etwa 26 bis 30 Millimeter. Die Flügelränder sind leicht gewellt, was den Flügeln ein gezacktes Aussehen verleiht.
Die Vorderflügel sind dreieckig und zeigen eine auffällige und kontrastreiche Musterung. Die Grundfarbe der Vorderflügel ist überwiegend weißlich bis grau-weiß, was ihnen ein helles Erscheinungsbild verleiht. Ein markantes Merkmal ist das breite, dunkelbraune bis schwarze Band, das quer über die Mitte der Vorderflügel verläuft. Dieses Band ist oft unregelmäßig geformt und kann in der Mitte breiter sein, was zu einem marmorierten oder gesprenkelten Aussehen führt. Innerhalb dieses Bandes sind oft kleinere, hellere Flecken oder Linien zu erkennen, die das Muster weiter auflockern. Am äußeren Rand der Vorderflügel befindet sich ein weißer Fleck, der sich deutlich von der dunkleren Umgebung abhebt. Nahe dem Apex (Flügelspitze) ist ein weiterer brauner Fleck sichtbar, der ebenfalls zur Identifikation der Art beiträgt. Die Struktur der Vorderflügel ist darauf ausgelegt, dem Falter sowohl Tarnung als auch Sichtbarkeit zu bieten, je nach Bedarf. Die kontrastreiche Musterung hilft dabei, den Falter auf verschiedenen Untergründen zu tarnen, während die hellen und dunklen Bereiche in bestimmten Situationen auch als Warnsignale dienen können.
Die Grundfärbung der Hinterflügel ist überwiegend weißlich bis weißlich-fahl. Diese helle Färbung kann je nach Individuum leicht variieren und gelegentlich ins Dunkelgrau übergehen. Ein markantes Merkmal der Hinterflügel ist das Vorhandensein eines braunen Bandes in der Nähe des Apex. Dieses Band ist deutlich sichtbar und hebt sich von der ansonsten hellen Grundfarbe ab. Es verläuft quer über den Flügel und kann in seiner Intensität und Breite variieren. Manchmal sind die Hinterflügel zusätzlich mit dunklen Streifen oder Flecken am Rand versehen, was ihnen ein gesprenkeltes Aussehen verleiht.
Die Antennen der Malveneule sind fadenförmig und relativ kurz im Verhältnis zur Körpergröße. Sie sind mit feinen Sinneshaaren bedeckt, die zur Wahrnehmung von Duftstoffen dienen. Der Kopf ist klein und trägt große, Facettenaugen, die eine gute Nachtsicht ermöglichen. Die Mundwerkzeuge sind als Saugrüssel ausgebildet, der im Ruhezustand spiralig eingerollt ist.
Der Thorax ist kräftig gebaut und trägt drei Beinpaare, die mit dichten Schuppen bedeckt sind. Diese Schuppen verleihen den Beinen eine samtige Textur. Die Beine enden in kleinen, aber kräftigen Klauen, die dem Falter Halt auf verschiedenen Oberflächen bieten. Der Hinterleib ist zylindrisch und verjüngt sich zum Ende hin. Er ist ebenfalls dicht beschuppt und zeigt eine ähnliche Färbung wie die Hinterflügel.
Die Malveneule ist aufgrund ihrer charakteristischen Weiß-Dunkel-Zeichnung der Vorderflügel in Verbindung mit der hellen Hinterflügelzeichnung in Mitteleuropa nahezu unverwechselbar. Allenfalls könnte sie mit der Ackerwinden-Trauereule (Tyta luctuosa) verwechselt werden, dieser fehlt jedoch die weiße Wurzelzeichnung der Vorderflügel.

### Eier und Raupen
Die Eier sind grün, länglich und kegelförmig, mit einer abgeflachten Basis und deutlichen Längsrippen.
Die Raupen der Malveneule weisen eine für Vertreter der Familie der Eulenfalter (Noctuidae) charakteristische Morphologie auf. Die Larven im letzten Stadium zeigen eine grüne oder beige-braune bis braune Grundfärbung mit einem bizarren Erscheinungsbild. Die Raupen weisen entlang des Rückens eine Reihe von schwarzen Punkten und Linien auf. Weißliche Querbänder verlaufen segmental über den Körper und stellen ein diagnostisches Merkmal der Art dar. Die Segmentgrenzen können durch feine gelbliche Säume akzentuiert sein.
Die Raupen besitzen wie andere Vertreter der Unterfamilie Acontiinae eine reduzierte Anzahl von Bauchbeinen, wobei die am dritten und vierten Abdominalsegment fehlen und die am fünften und sechsten Segment dicht beieinander positioniert sind. Das zehnte Abdominalsegment trägt eine Analplatte und den charakteristischen Nachschieber mit Hakenkränzen, die eine feste Verankerung an Pflanzenteilen ermöglichen. Die Hakenkränze sind in der für Eulenfalter typischen homoideischen Anordnung als Mesoserie organisiert, also einreihig mit kürzeren Haken an den Enden.
Das Integument der Raupen zeigt eine spezifische Oberflächenstruktur mit über den Körper verteilten primären Borsten (Setae), die nach der typischen Chaetotaxie der Eulenfalter angeordnet sind. Der Kopf ist hypognath orientiert und trägt die für Schmetterlingslarven typischen sechs Punktaugen (Stemmata) sowie kurze, dreigliedrige Antennen. Die Mandibeln sind kräftig entwickelt und zum Zerkleinern der Pflanzennahrung geeignet. Die Spinndrüsen sind gut entwickelt und ermöglichen es den Raupen, Seidenfäden zur Fortbewegung und zum Schutz zu produzieren.

### Puppen
Der lockere, aus Seidenfäden gesponnene Kokon der Puppen der Malveneule ist von spindelförmiger Gestalt mit Abmessungen von etwa 10,5 × 4 Millimetern. Ventral betrachtet sind deutliche Einschnürungen zwischen Kopf und Körperende, insbesondere zwischen den Segmenten sieben und acht, zu erkennen. Die Puppe ist rotbraun gefärbt, während die Oberflächenstruktur eine feine Beschaffenheit ohne erkennbare Punktierung aufweist. Die Borsten sind selbst bei 50-facher Vergrößerung kaum sichtbar, was für diese Art charakteristisch ist. Besonders auffällig ist der schwarze Postclypeus, der in der Mitte stark erhöht erscheint. Das Labrum ist trapezförmig mit abgerundeten hinteren Ecken, während das Labium verhältnismäßig breit ausgebildet ist.
Die Extremitäten weisen spezifische Merkmale auf, wobei die prothorakalen Femora schmal und nur schwer erkennbar sind. Der Rüssel erstreckt sich deutlich über die mesothorakalen Beine hinaus, die ihrerseits die Antennen überragen. Die prothorakalen Beine sind relativ kurz, während die metathorakalen Beine verdeckt liegen. Die Atemöffnungen zeigen unterschiedliche Formen – die thorakalen Spirakeln sind schlitzartig, die abdominalen hingegen elliptisch und schwarz gefärbt. Der Kremaster, das Anheftungsorgan am Puppenende, läuft spitz zu und ist rundlich geformt. Seitlich befinden sich an jeder Seite des Kremasters kleine, bogenförmig gebogene Dornen. Diese Strukturen dienen der Verankerung der Puppe in ihrem Versteck.
Eine morphologische Ähnlichkeit besteht zur Puppe der Ackerwinden-Trauereule (Tyta luctuosa), die früher derselben Gattung zugeordnet wurde. Beide Arten weisen eine ähnliche Körperform und insbesondere zwei charakteristische Dornen am Körperende auf. Der Unterschied liegt jedoch in der Sichtbarkeit der Extremitäten – bei der Ackerwinden-Trauereule sind die prothorakalen Beine neben den Antennen und die Enden der metathorakalen Beine deutlich erkennbar, während sie bei der Malveneule weitgehend verborgen bleiben.

## Vorkommen

### Verbreitung
Die Malveneule weist eine zirkumpolare, vorwiegend holarktische Verbreitung auf und ist ursprünglich in fast ganz Europa mit östlichen Verbreitungsgebieten in der Türkei, im Iran und in Indien zu finden. Die Art kommt auch in Nordafrika vor, wo sie beispielsweise in Algerien beobachtet wurde. Gelegentlich gelangt die Malveneule als Wanderfalter bis an die Küsten Großbritanniens. Sie weist auf den Kanarischen Inseln, in Griechenland und anderen mediterranen Gebieten etablierte Populationen auf.
In Deutschland war die Art noch im 19. Jahrhundert in großen Teilen des Landes heimisch, bevor ihre Arealnordgrenze sukzessive nach Süden und Südosten verschoben wurde. Die letzten Funde im Osten Deutschlands erfolgten in den Jahren 1926 und 1957. Nach einer längeren Phase der Abwesenheit wurden seit 2013 und 2014 wieder vereinzelte Exemplare in Deutschland nachgewiesen, zunächst in Baden-Württemberg im Kaiserstuhlgebiet. Weitere Wiederfunde gelangen in Rheinland-Pfalz ab 2016, sowie in Hessen, Bayern, dem Saarland und Sachsen. Jüngste Beobachtungen aus dem Jahr 2024 zeigen Vorkommen in Sachsen-Anhalt und Brandenburg, wobei der erste Nachweis für Brandenburg nach 67 Jahren bei Martinskirchen erfolgte.

### Lebensraum

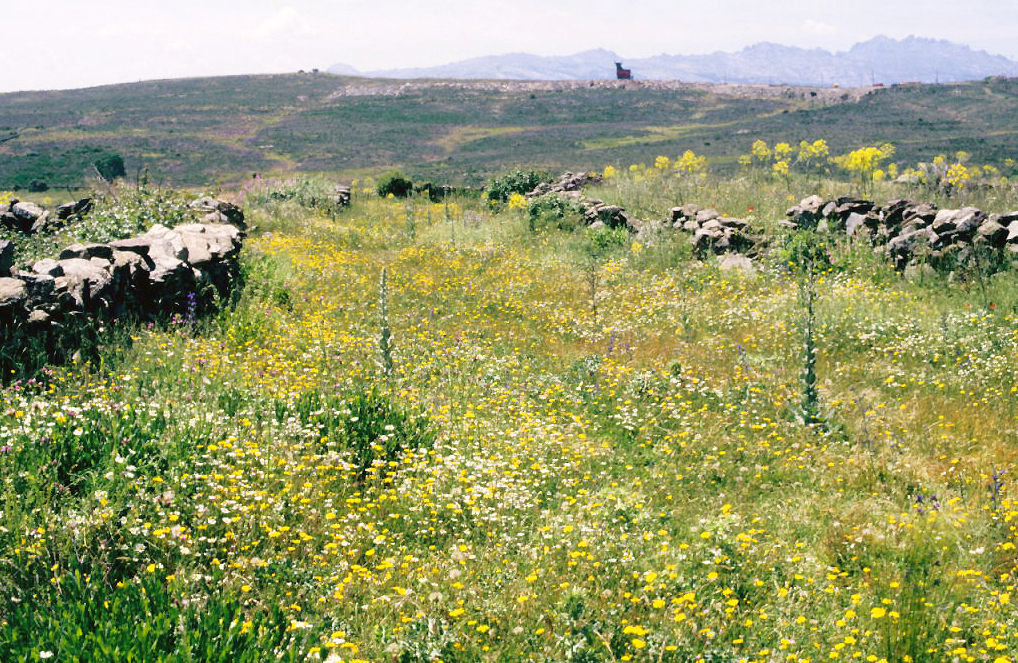
Ruderalfläche als Beispielhabitat der Malveneule

Die Malveneule besiedelt bevorzugt trockene, sehr warme und sonnendurchflutete Standorte. Zu ihren typischen Lebensräumen gehören Ruderalgelände, Trockenrasen, Wegränder und Dünen. Die Art ist an Magerwiesen, Ödland und Straßenrändern anzutreffen, wo sie ihre Nahrungspflanzen findet. In mediterranen Gebieten bewohnt sie xerotherme und warme Regionen, wobei fotografierte Exemplare beispielsweise in Barrancos auf den Kanarischen Inseln dokumentiert wurden. Die Art kommt an warmen Hängen, in Felstälern sowie in Steppengebieten vor. In Deutschland wurden aktuelle Vorkommen in wild belassenen Randstreifen von Weinbaugebieten mit nektarreichen Blüten nachgewiesen.

## Ökologie

### Lebensweise

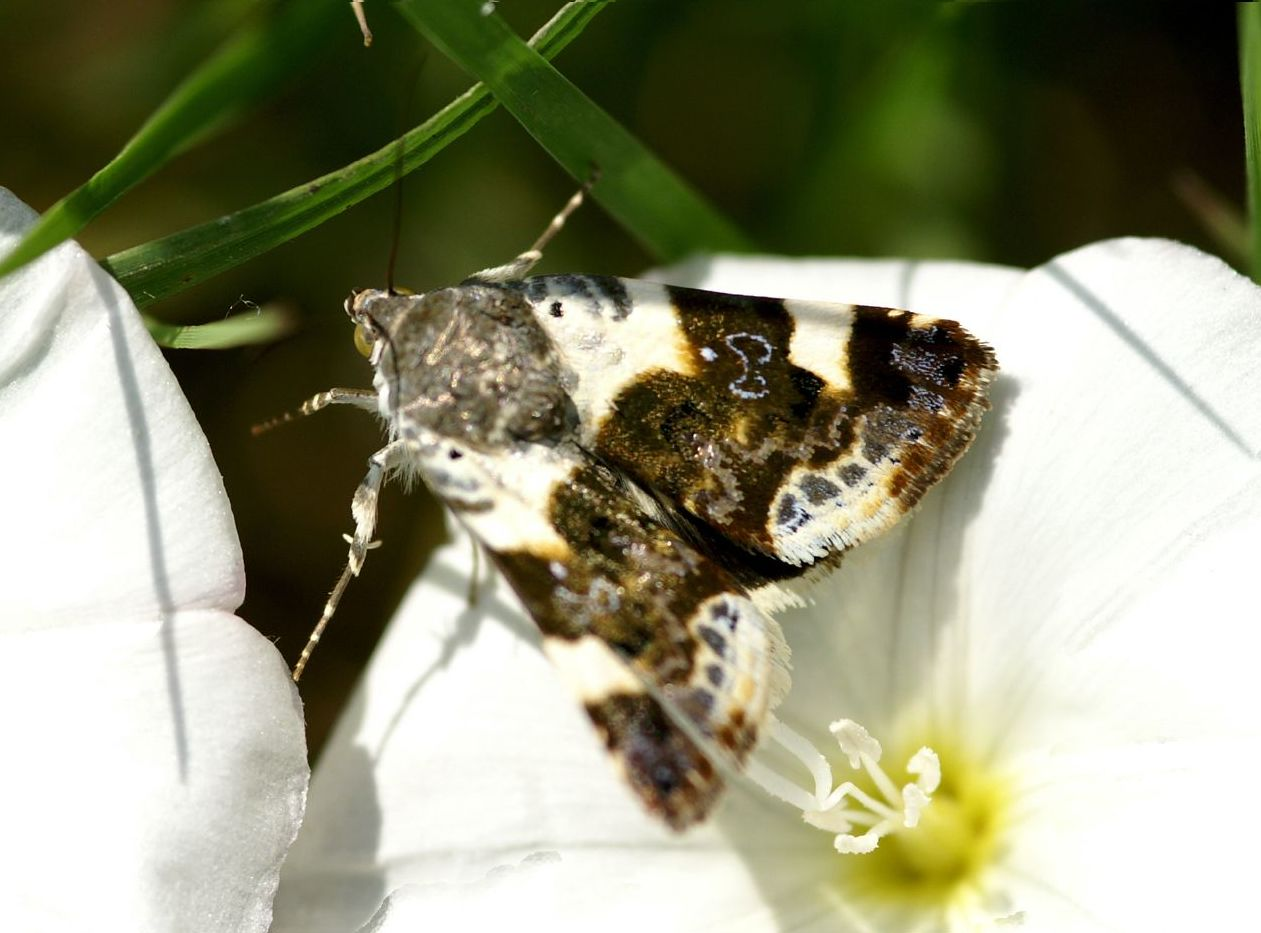
Malveneule auf einer Ackerwinde

Die Malveneule zeigt ein überwiegend nachtaktives Verhalten, ist jedoch auch tagsüber aktiv – was ihr die seltenere Nennung als Tagemotte und Lichteule einbrachte. Die Art weist mehrere Generationen pro Jahr auf, wobei typischerweise zwei Hauptgenerationen unterschieden werden. Die erste Generation fliegt von Anfang Mai bis Ende Juni, die zweite von Anfang Juli bis Mitte August. Die Imagines zeigen eine Präferenz für sonnige Tage während ihrer Flugaktivität. Eine tatsächliche Diapause kommt bei dieser Art nicht vor, was in wärmeren Regionen wie den Kanarischen Inseln dazu führt, dass die Raupen nahezu ganzjährig anzutreffen sind.
In Mitteleuropa tritt die Malveneule nur gelegentlich als Wanderfalter auf, was auf ihre begrenzte Etablierungsfähigkeit in nördlicheren Breiten hinweist. Das Wanderverhalten und die Fähigkeit zur schnellen Ausbreitung charakterisieren die Art als typischen Vertreter der sogenannten r-Strategen unter den Nachtfaltern.

### Entwicklung
Die Raupenentwicklung erfolgt polyphag an verschiedenen Pflanzenfamilien. Als Hauptnahrungspflanzen dienen Malvengewächse (Malvaceae), insbesondere Arten der Gattung Malven wie die Weg-Malve (Malva neglecta), sowie Eibisch (Althaea). Darüber hinaus fressen die Raupen Windengewächse (Convolvulaceae) wie Ackerwinde (Convolvulus), Gänsefußgewächse (Chenopodiaceae) sowie Korbblütler wie Löwenzahn (Taraxacum). Sie sind hauptsächlich von Juni bis Juli sowie von August bis in den Spätherbst aktiv. Die Raupen positionieren sich bevorzugt an den Blattstielen und der Blattoberseite ihrer Wirtspflanzen, seltener auch direkt am Trieb. Die Überwinterung erfolgt als Puppe unterirdisch.

## Gefährdung und Schutz
Die Malveneule weist in ihrem mitteleuropäischen Verbreitungsgebiet einen kritischen Gefährdungsstatus auf, der sich in den nationalen Roten Listen verschiedener Länder widerspiegelt. In Deutschland wird die Art in der Roten Liste als „vom Aussterben bedroht“ eingestuft, mit einer aktuellen Bestandssituation, die als „extrem selten“ charakterisiert wird. Der langfristige Bestandstrend zeigt einen sehr starken Rückgang, während die kurzfristige Entwicklung aufgrund unzureichender Datengrundlage nicht bewertet werden kann. In mehreren deutschen Bundesländern gilt die Malveneule bereits als ausgestorben oder verschollen, so beispielsweise in Thüringen, wo sie mit der Gefährdungskategorie „0“ (ausgestorben) geführt wird. Auch in Sachsen wird die Art als vom Aussterben bedroht eingestuft.
Die rechtliche Stellung der Malveneule in Deutschland umfasst einen strengen Schutzstatus nach der Bundesartenschutzverordnung (BArtSchV) und dem Bundesnaturschutzgesetz (BNatSchG). In Österreich variiert der Gefährdungsstatus regional erheblich: Während die Art in der österreichischen Roten Liste als „gefährdet“ (VU: Vulnerable) kategorisiert wird, gilt sie in östlichen Bundesländern wie Niederösterreich und dem Burgenland als äußerst gefährdet, wobei sie dort gelegentlich als Wanderfalter auftritt. Die unterschiedlichen Bewertungen spiegeln die fragmentierte Verbreitung und die regional verschiedenen Populationsdynamiken wider.
Nördlich der Alpen tritt die Malveneule nur noch gelegentlich als Wanderfalter auf und kann sich aufgrund des Rückgangs geeigneter Brachländereien kaum mehr erfolgreich vermehren. Der Habitatverlust durch Verbuschung und Sukzession wird als eine der Hauptgefährdungsursachen identifiziert. Die Art bevorzugt trockene, warme Lagen und öde Flächen der Kultursteppe, die durch moderne Landnutzungsänderungen zunehmend verschwinden. Wie viele Insektenarten kann die Malveneule durch Habitatverlust, Pestizideinsatz und Klimawandel beeinträchtigt werden, wobei die Erhaltung natürlicher Habitate und Ökosysteme als kritisch für das Überleben dieser und ähnlicher Nachtfalterarten betrachtet wird.

## Taxonomie und Systematik
Die Malveneule, zoologisch als Acontia lucida (Hufnagel, 1766) benannt, gehört taxonomisch innerhalb der Ordnung der Schmetterlinge (Lepidoptera) und der Familie der Eulenfalter (Noctuidae) zur Gattung Acontia (Ochsenheimer, 1816). Die Erstbeschreibung der Art erfolgte durch Johann Siegfried Hufnagel im Jahr 1766 unter dem Namen Phalaena lucida in seiner Fortsetzung der Vierten Tabelle Von den Insecten, besonders den so genannten Nachteulen als der zwoten Klasse der Nachtvoegel hiesiger Gegend in Nummer 3 des Berlinischen Magazins. Im Laufe der Zeit wurde die Art unter verschiedenen Synonymen geführt, darunter Noctua solaris (Denis & Schiffermüller, 1775), N. albicollis (Fabricius, 1781) und N. insolatrix (Hübner, [1822]).
Die Gattung Acontia wurde 1816 von Ferdinand Ochsenheimer beschrieben. Diese Gattung umfasst mehrere Arten, die sich durch ähnliche morphologische Merkmale auszeichnen. Einige Arten, die früher zur Gattung Acontia gezählt wurden, sind mittlerweile anderen Gattungen wie Tarache zugeordnet worden.
Der Name lucida leitet sich vom lateinischen Wort für „glänzend“ oder „leuchtend“ ab und bezieht sich auf die auffälligen weißen Flecken auf den Flügeln der Falter.